# Kościół św. Andrzeja w Osieku (nieużytkowany)
Kościół pod wezwaniem św. Andrzeja w Osieku – obecnie nieużytkowany, zabytkowy, drewniany kościół w Osieku, na cmentarnym wzgórzu pośród starodrzewu. Wybudowany w latach 1538–1549, do początku XX wieku kościół parafialny parafii św. Andrzeja Apostoła, później zastąpiony nowym, murowanym wybudowanym kilkaset metrów od niego. Znajduje się na Szlaku Architektury Drewnianej województwa małopolskiego.

## Historia
Według najnowszych badań kościół prawdopodobnie ufundował Seweryn Boner, a wybudowano go w latach 1538–1549, na miejscu poprzedniego. W latach 1610–1617 została dobudowana od zachodu wieża. W 1732 dotychczasowa murowana zakrystia została zastąpiona nową, drewnianą, z kolei do ścian nawy i prezbiterium dostawiono soboty (podcienia), w których niegdyś rozwieszonych było 14 obrazów Drogi Krzyżowej. Przestał być użytkowany w 1908, a funkcję kościoła parafialnego w Osieku przejął nowy kościół w stylu neogotyckim. Początkowo obiekt miał ulec rozebraniu, jednak nie zgodził się na to konserwator zabytków, który przeznaczył również część niezbędnych środków na jego konserwację, resztę funduszy wyasygnował kolator Oskar Rudziński. Gruntowny remont nastąpił w latach 1970–1975, a odnowienie wnętrza i wyposażenia w latach 90. XX wieku. W 2007 roku wymieniono pokrycie dachu oraz elewację.

## Architektura
Kościół jest orientowany, zbudowany w konstrukcji zrębowej, oprócz wieży, posiadającej konstrukcję słupowo-ramową. Wielobocznie zamknięte prezbiterium znajduje się we wschodniej części kościoła, a od północy przylega doń zakrystia. Szersza i wyższa od prezbiterium nawa wzniesiona jest na planie zbliżonym do kwadratu. Całość przykrywa gontowy, dwukalenicowy dach, co jest bardziej charakterystyczne dla drewnianych kościołów typu śląskiego, niż małopolskiego. Na wschodnim skraju dachu nad nawą znajduje się cebulasta wieża sygnaturki. Położona w zachodniej części kościoła wieża ma pochyłe ściany, w środkowej części wystaje zeń siodłowy daszek, u góry wieńczy ją izbica, a wyżej ostrosłupowy hełm, który dawniej był iglicowy z czterema towarzyszącymi narożnymi wieżyczkami.

## Wnętrze

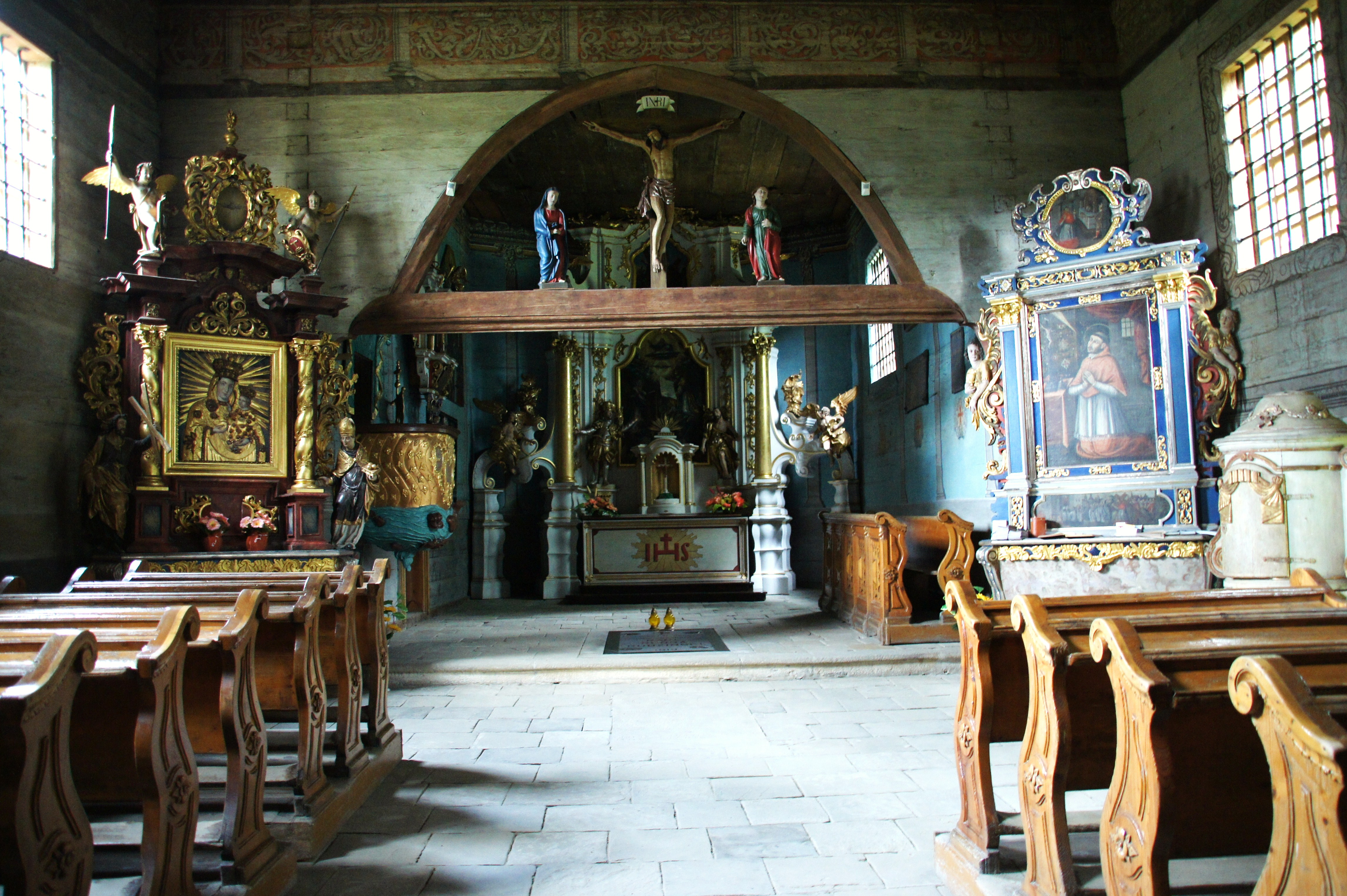
Wnętrze

Nad wnętrzem góruje płaski strop, ze śladami renesansowych kasetonów, poniżej których jest również renesansowy fryz. Najstarszą częścią wyposażenia jest pochodząca z poprzedniego kościoła, XVI-wieczna gotycko-renesansowa, kamienna chrzcielnica z herbem Fogelveder, od góry przykryta drewnianą, późnobarokową nakrywką. Znajdująca się między nawą a prezbiterium ściana tęczowa wycięta jest arkadowo, zaś na belce tęczowej mieści się wyrzeźbiona Grupa Ukrzyżowania. Ściany kilkukrotnie ozdabiano polichromią, w wieku XVII, XVIII i XIX. Najnowsze polichromie znajdują się w prezbiterium i imitują podziały architektoniczne. Starsze mają motywy figuralne, a pozostałe częściowo odsłonięte zostały w 1975 roku. W rokokowym ołtarzu głównym obraz Zwiastowania Najświętszej Maryi Pannie, a powyżej obraz przedstawiający św. Andrzeja Apostoła, patrona świątyni. Powyżej drzwi do zakrystii znajdują się przeniesione z bocznego ołtarza epitafia Beaty i Mikołaja Porębskich z Mirowa (poł. XVII wieku); w ich otoczeniu znajdowały się niekompletne dwie figurki i krucyfiks, które zostały skradzione. W nawie znajdują się także inne epitafia: XVI-wieczne Samuela Betmana, ponadto rodziny Larischów i Rudzińskich. Najmłodsze pochodzą z 1944 roku. Na północnej ścianie prezbiterium umieszczona jest XVIII-wieczna ambona w kształcie piotrowej łodzi. W prawym ołtarzu bocznym mieści się XVII-wieczny obraz św. Karola Boromeusza, a w lewym Matki Bożej Piekarskiej. Na stropie wieży malowidło przedstawiające Archanioła Michała zwyciężającego szatana.